# Walnut Creek (BART)
Walnut Creek is een metrostation in de Amerikaanse plaats Walnut Creek (Californië) en is onderdeel van het BART netwerk. Het station werd op 21 mei 1973 opengesteld voor reizigersverkeer en wordt bediend door de Pittsburg/Bay Point-SFO/Millbrae Line.
Voordat het reizigersverkeer in 1973 van start ging was Walnut Creek het zuidelijke eindpunt van een 7,1 km lange testbaan die in 1964 tussen Concord en Walnut Creek werd gebouwd.
Deze testbaan is het oudste deel van het BART-netwerk en is sinds 1973 integraal onderdeel van de oosttak van het net. Ten zuidwesten van Walnut Creek ligt de lijn op een viaduct over de interstate 680 en buigt dan naar het westen af om via de middenberm van State Road 24 Lafayette te bereiken.